# Zen 3
Zen 3 — кодова назва мікроархітектури центральних процесорів компанії AMD, представлених 5 листопада 2020 року. Є розвитком мікроархітектури Zen 2; чиплети процесорів виготовляються за технологічним процесом 7 нанометрів компанії TSMC, а кристали вводу-виводу — на процесі 14 нанометрів фірми GlobalFoundries (аналогічно процесорам Ryzen 3000XT).
Zen 3 є основою для нових десктопних процесорів Ryzen (кодова назва «Vermeer») і високопродуктивних/серверних Epyc (кодова назва «Milan»). Як очікується, Zen 3 стане останньою мікроархітектурою перед тим, як AMD перейде до використання нових сокетів процесорів і оперативної пам'яті DDR5. Системні плати з чипсетом AMD 500-ї серії підтримуватимуть Zen 3; плати з чипсетами 400-ї серії можуть підтримувати нові процесори після оновлення BIOS.

## Особливості
Zen 3 є послідовним розвитком попередніх архітектур, зі швидкодією у середньому на 19% вищою за Zen 2 при однакових тактових частотах. Так само, як і Zen 2, Zen 3 є багаточиповим модулем, що складається з одного або двох кристалів «ядерних комплексів» (англ. core complex die, CCD) поєднаних з окремим кристалом вводу-виводу. Один CCD складається з одного комплексу ядер, що містить 8 процесорних ядер і 32 мегабайти спільного кешу 3-го рівня (у Zen 2 кожен CCD складається з двох комплексів, по 4 ядра і 16 MB кешу у кожному). Дане нововведення дозволяє всім 8 ядрам комплексу напряму взаємодіяти одне з одним і з кеш-пам'яттю.

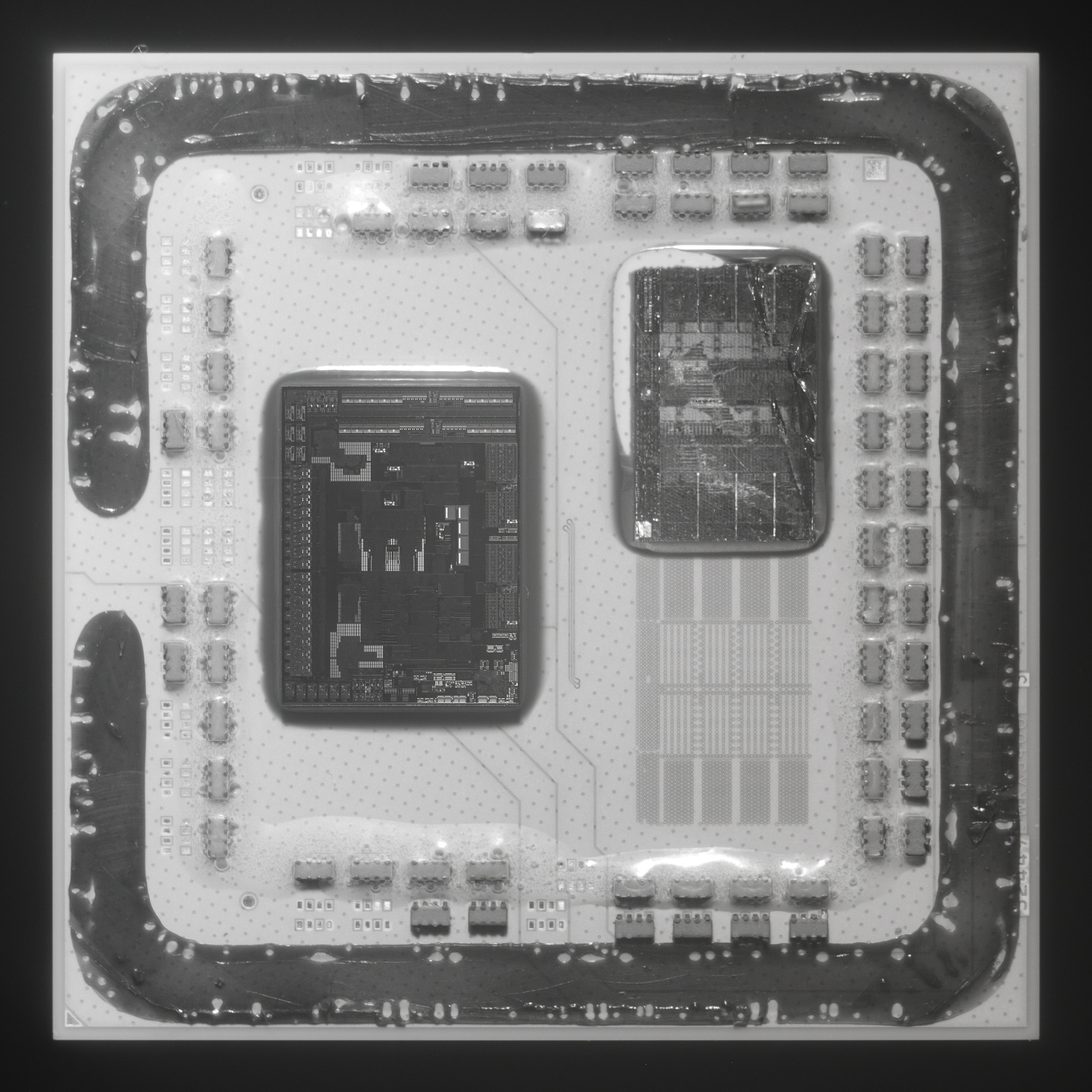
Ryzen 5 5600X з відкритою кришкою. Видно лише один субкристал CCD і контакти для другого.
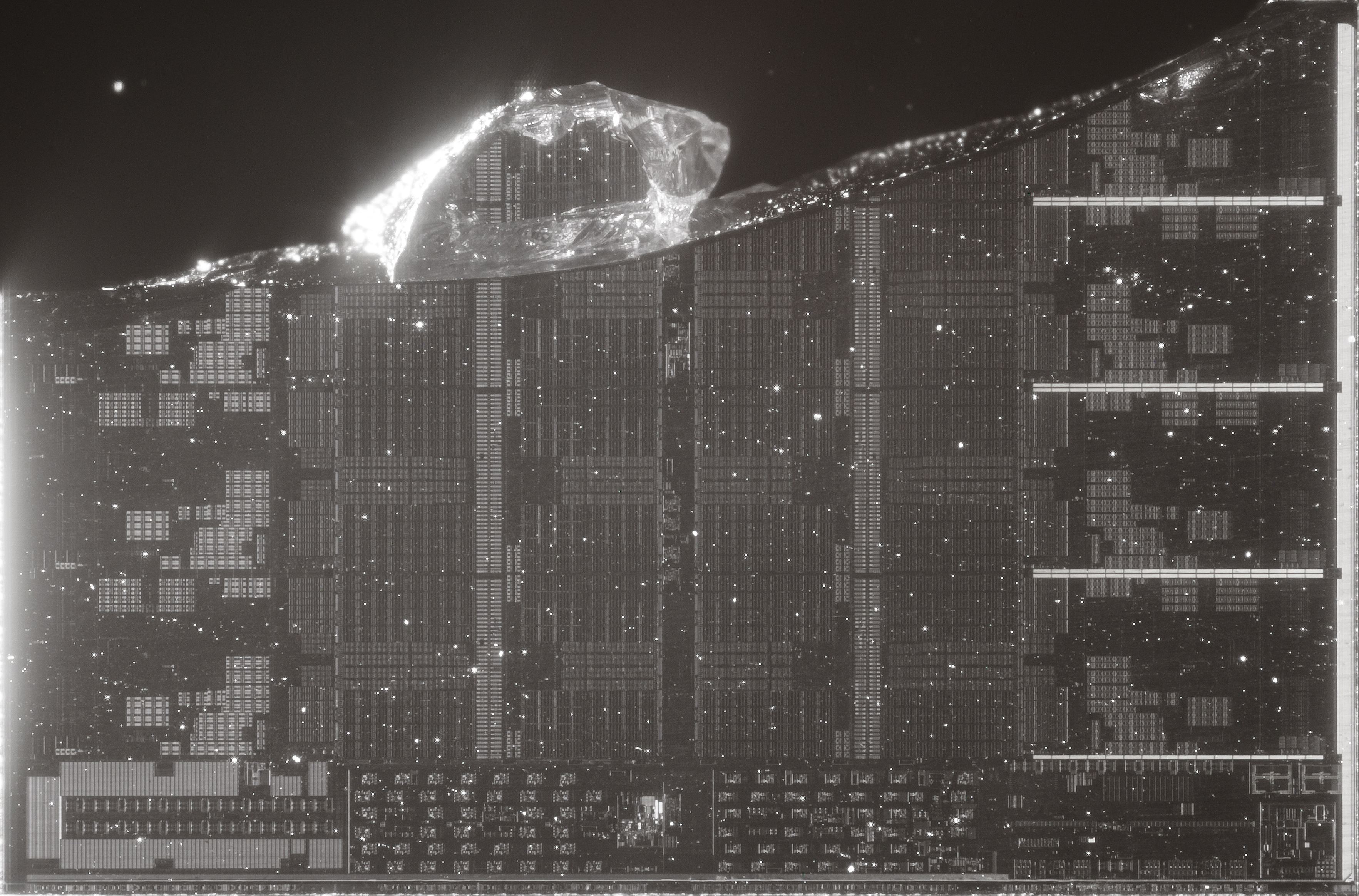
CCD на збільшенні, у інфрачервоному світлі. Кристал зламався під час відкривання кришки.
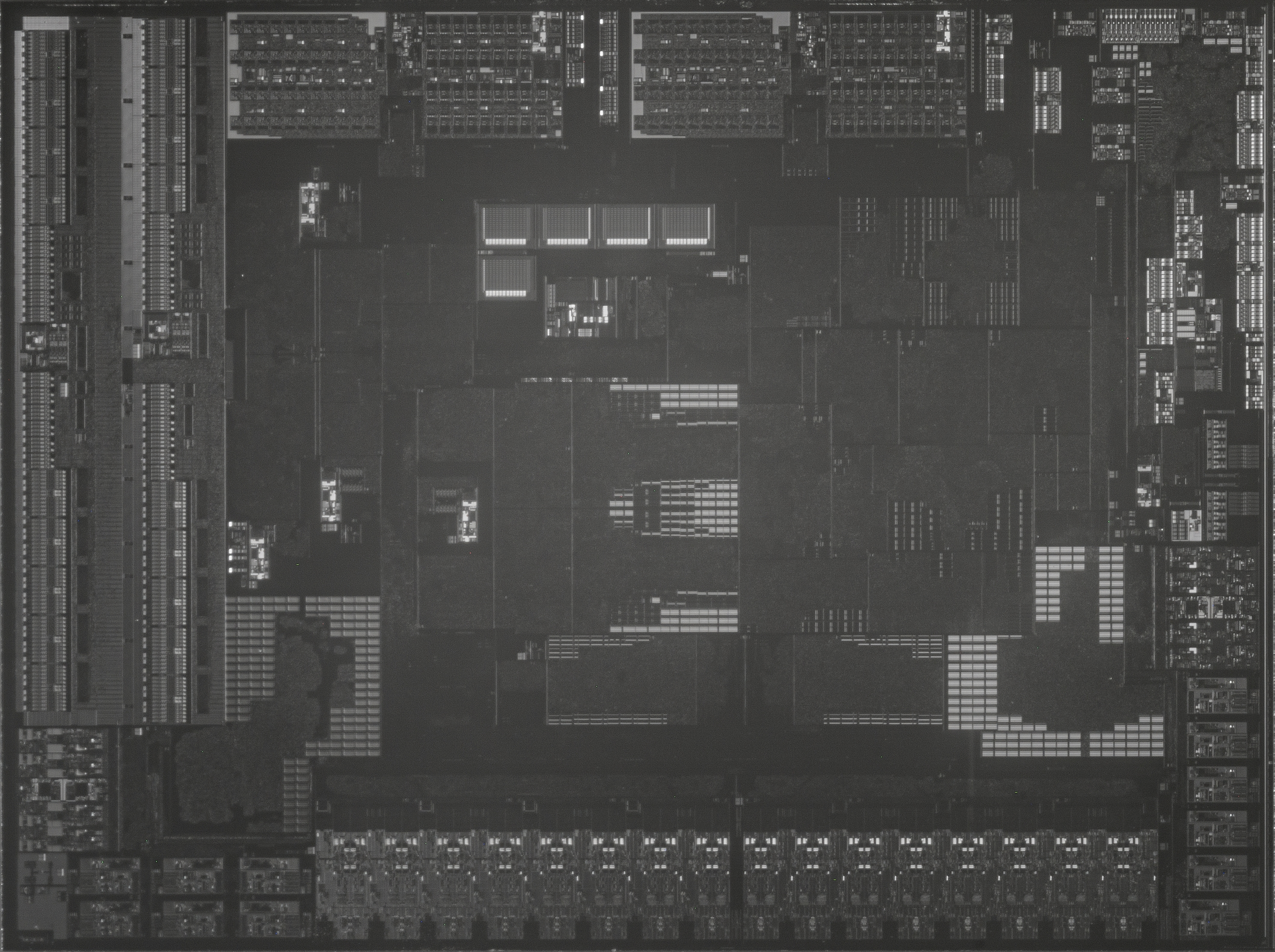
Збільшене фото підкристалу вводу-виводу.

В квітні 2021 року компанія AMD повідомила, що її фахівці виявили уразливість подібну до Spectre v4 в підсистемі Predictive Store Forwarding (PSF) мікропроцесорів архітектури Zen 3. На їхню думку ця уразливість не становить небезпеки для більшості користувачів, а за бажання її можна вимкнути налаштуваннями процесора.